# Isidoro La Bruna
Isidoro La Bruna (Messina, 17 febbraio 1896 – ...) è stato un calciatore italiano, di ruolo attaccante.

## Carriera
Fino al 1922 giocò nel Messina Sporting Club, che nel novembre dello stesso anno si fuse con altre due squadre cittadine dando vita al Messina Football Club, nel quale La Bruna gioca nella stagione 1922-1923, durante la quale mette a segno due gol in cinque presenze nel campionato di Prima Categoria, la massima serie dell'epoca. Rimane in squadra anche nella stagione successiva, nella quale segna un gol in tre presenze.
Nella stagione 1924-1925 la società cambia nome in Unione Sportiva Messinese, continuando a giocare nel campionato di Prima Categoria, nel quale La Bruna gioca sette partite senza mai segnare. Nella stagione 1925-1926 (chiusa con la retrocessione in Seconda Divisione) disputa invece otto partite, senza segnare nessun gol.
In carriera ha giocato complessivamente 23 partite in massima serie, nelle quali ha anche segnato un totale di 3 gol.